# Хіроюкі Імаіші
Хіроюкі Імаіші (яп. 今石 洋之, Imaishi Hiroyuki, 4 жовтня 1971), японський ключовий аніматор та режисер анімації, один із співзасновників студії Studio Trigger, має псевдонім Imaitoonz. Його стиль характеризується швидкою та несамовитою анімацією у поєднанні з ретельною розкадровкою та яскравою режисурою. До заснування Trigger працював аніматором та режисером у компанії Gainax. Серед його найвідоміших робіт - "Гуррен Лаганн" (2007), "Трусики і панчоха з підв'язкою" (2010), "Kill la Kill" (2013), "Promare" (2019) та "Cyberpunk: Edgerunners" (2022).

## Рання кар'єра
Після малювання манги для кола додзінсі Імаіші працював розробником. Він працював у Gainax у 1995 році, як ключовий аніматор для Neon Genesis Evangelion. Деякі з його ранніх робіт включають режисуру анімації, розкадровку та ключову анімацію для FLCL, Diebuster, Oval X Over та кінцеву анімацію Paradise Kiss. Імаші відомий своїми сценами до манги "Kare Kano" ( Його та її обставини ) і FLCL . Потім він став режисером «Dead Leaves», аніме-фільму 2004 року виробництва Production IG і першого епізоду Re: Cutie Honey .

## Директор
Його режисерським дебютом став Тенген Топпа Гуррен Лаганн (2007).  Аніме отримало премію Excellence Prize на Японському фестивалі медіа-мистецтва 2007 року , а сам Імаіші отримав індивідуальну нагороду на дванадцятому фестивалі Animation Kobe. У 2008 році на Токійському міжнародному ярмарку його аніме було нагороджено, як «найкращим телевізійним виробництвом» і «найкращим дизайном персонажів».  Пізніше він продовжив працювати режисером аніме-серіалу "Panty & Stocking with Garterbelt". Основним впливом на нього, як аніматора та режисера вплинув Йошінорі Канада, та його роботи, в аніме «Мертве листя», « Гуррен Лаганн» і «Трусики та панчохи з підв’язкою», віддають особливу данину йому та його мистецтву. Імаіші покинув Gainax і заснував Studio Trigger у 2011 році.   Його перша режисерська робота на студії — «Вбити на вбивство».  Він був режисером прем'єри другого сезону серіалу "Чорний динаміт".

## Видатні роботи

### Директор
- Мертве листя (2004)
- Re: Cutie Honey (2004) (епізод 1)
- Овал х більше (2005)
- Гуррен Лаганн (2007)
- Трусики та панчохи з підв'язкою (2010)
- Вбити на вбити (2013)
- Japan Animator Expo (2015) ( «Секс і насильство з Machspeed» )
- Космічний патруль Лулуко (2016)
- Промаре (2019)
- Зоряні війни: Видіння (2021) ( «Близнюки» )
- Cyberpunk: Edgerunners (2022) [8]

### Інший
- Neon Genesis Evangelion (1995) Ключовий аніматор
- Medabots (1999) Ключовий аніматор [9]
- FLCL (2000) Animation Director (епізод 5)
- Суцільнометалевий алхімік (2003) Ключовий аніматор (епізоди 4, 22)
- Мусасі: Легенда самурая (2005)
- Redline (2009) Ключовий аніматор
- Black Rock Shooter (2012) Режисер (CG Battle)
- Inferno Cop (2012) Керівник
- Ninja Slayer (2015) Дизайнер персонажів
- OK K.O.! Let's Be Heroes (2017) Художник розкадровки для початкових заголовків
- Medabots (1999) Режисер анімації (епізод 14)
- PaRappa the Rapper (2001) Кінцевий анімаційний режисер (ED1)
- Namco × Capcom (2005) [10] Керівник анімації, розкадровка, продюсер анімації, режисер, дизайн анімаційних персонажів, художній керівник, ключова анімація
- Fighting Vipers 2 (1998) Дизайнер персонажів, офіційний ілюстратор
- BNA: Brand New Animal (2020), Storyboard Artist [11]

## Зовнішні посилання
- Профіль і роботи Хіроюкі Імаісі
- (in French) Інтерв'ю Хіроюкі Імаісі ( Архівовано японською мовою )
- 915 в енциклопедії аніме на сайті «Anime News Network»(англ.)

Шаблон:Hiroyuki ImaishiШаблон:Studio Trigger